# 미술품 유퉁
미술 유통은 미술작품이 전시와 대여, 소장, 매매 등의 목적으로 이동하는 것을 말한다. 

## 정의
2017년 문화체육관광부 및 (재)예술경영지원센터의 지원으로 제작된 <미술품 유통 가이드북>에 의하면, 미술작품은 창작이 완료되어 작가의 손을 떠나 작업실 밖으로 이동하는 순간 긴 여정을 시작한다. 작품은 전시와 대여, 소장, 매매 등의 목적으로 이동하면서 감상과 비평, 연구, 투자의 대상이 되고, 작품, 창작자인 작가, 작품의 감장자이자 소비자인 관객, 작가의 지속적인 창작과 감상의 수요가 가능하도록 돕는 시장, 시장이 존재하기 위해 필요한 전시, 비평, 작가발굴과 연구, 작품소장과 관리 등의 다양한 활동이 그 안에서 상호 유기적으로 긴밀히 연결된다.